# Tökös csávó
A Tökös csávó (eredeti cím: Bad Ass) egy 2012-ben bemutatott amerikai akció-thriller, melyet Craig Moss rendezett. A főszerepben Danny Trejo, Charles S. Dutton és Ron Perlman.
Az Amerikai Egyesült Államokban 2012. április 13-án mutatták be, Magyarországon kizárólag DVD-n jelent meg.

## Cselekménye
|  | Alább a cselekmény részletei következnek! |

Los Angeles, USA
Frank Vega (Danny Trejo), a  vietnámi háborúban kitüntetett veterán két szkinhedet megfékez egy városi buszon, amikor azok egy idősebb néger férfiba akarnak belekötni. A jelenetet az utasok közül többen felveszik videóra és valaki felteszi a YouTube-ra is. Frank kisebb ismertségre tesz szert, mert az embereknek tetszik, hogy szembeszállt az erőszakoskodókkal. Amikor elmegy a közeli kisboltba italt venni, megakadályoz egy fegyveres bolti rablást, amit hárman akarnak elkövetni.
Frank egyedül élt az anyjával, és amikor anyja meghal, a legjobb barátja, Klondike, aki Vietnámban megmentette az életét, Frankhez költözik. Klondike átad Franknek egy pendrive-ot, hogy vigyázzon rá, Frank azonban nem tulajdonít neki jelentőséget, mivel nem ért a számítógéphez. Klondike-tól már aznap este két ismerőse követeli a pendrive-ot, ő azonban puszta kézzel szembeszáll velük. Azonban az egyik támadó fegyvert vesz elő és lelövi az öreget.
Frank többször elmegy a rendőrségre, de látja, hogy a nyomozók nem nagyon törik magukat az ügy érdekében, ezért saját maga kezd nyomozni. A helyszínen talál egy fegyverhüvelyt, ami egy Berettához tartozik és egy nyakláncot, amin egy nő arcképe van. Ezen a nyomon elindulva több rosszfiút elkap, bár fegyvert sehol sem használ. Végül egy politikus, a korrupt polgármester is képbe kerül, akit a rendőrség letartóztat.
|  | Itt a vége a cselekmény részletezésének! |

## Szereplők
| Szerep                | Színész                 | Magyar hang         |
| --------------------- | ----------------------- | ------------------- |
| Frank Vega            | Danny Trejo             | Harsányi Gábor      |
| Frank Vega            | Shalim Ortiz (fiatalon) | Radnai Márk         |
| Párduc                | Charles S. Dutton       | Benkő Péter         |
| Martin Sr.            | Chris Spencer           | Bognár Tamás        |
| hírolvasó             | Christine Clayburg      |                     |
| ügyvéd                | Craig Sheffer           | Koncz István        |
| Juanita Lupe Vega     | Tonita Castro           | Szécsi Vilma        |
| Rex                   | Duane Whitaker          | Faragó András       |
| hivatalnok            | Ezra Buzzington         |                     |
| Shah nyomozó          | Frank Maharajh          | Pavletits Béla      |
| Klondike Washington   | Harrison Page           | Áron László         |
| Frances               | Jennifer Blanc          |                     |
| Lindsay Kendall       | Jillian Murray          | Ostorházi Bernadett |
| Martin Jr.            | John Duffy              | Straub Norbert      |
| Amber Lamps           | Joyful Drake            | Bognár Anna         |
| Malark rendőrtiszt    | Patrick Fabian          | Kamarás Iván        |
| Marissa               | Patricia De Leon        | Sipos Eszter Anna   |
| Miller atya           | Richard Riehle          | Korcsmáros György   |
| Williams polgármester | Ron Perlman             | Barbinek Péter      |
| riporter              | Sam Rubin               |                     |
| Tatiana, masszőr      | Winter Ave Zoli         | Mórocz Adrienn      |
| Tatiana szomszédja    | Danny Woodburn          | Szokol Péter        |

## A film készítése
A Tökös csávó a valóságban megtörtént eset ötletén alapul: egy 67-éves fehér férfi, Thomas Bruso megvédte magát egy 50-éves fekete férfival szemben, aki provokálta őt a buszon. Az esetet videóra vette valaki és feltette a YouTube-ra, ahol igen népszerű lett.

## Megjelenése
A film forgatását 2011 májusában fejezték be. Az Egyesült Államokban a Samuel Goldwyn Films foglalkozott a mozikban való megjelenéssel, ami 2012. április 13-án kezdődött meg. A Twentieth Century Fox a járulékos jogokkal és a nemzetközi terjesztéssel foglalkozik.

## Forgatási helyszínek
- Los Angeles, Kalifornia, USA